# Рязан
Ряза̀н (на руски: Рязань) е град в Русия, административен център на Рязанска област. Населението на града през 2010 година е 525 062 души.
Градът е разположен на десния бряг на река Ока (на 2 км от реката), при вливането в нея на река Трубеж, на 196 км от Москва.
Голямо речно пристанище. Железопътен възел. Аерогара Турлатово.

## Побратимени градове
- Алесандрия, Италия
- Бресюир, Франция
- Крушевац, Сърбия
- Ловеч, България
- Мюнстер, Германия
- Омиш, Хърватия
- Суджоу, Китай

## Личности
- Иван Павлов (1849–1936), руски физиолог и психолог
- Сергей Панов (1970), руски баскетболист
- Архиепископ Серафим